# Thurber
Thurber è una comunità non incorporata della contea di Erath nel Texas, negli Stati Uniti. Si trova vicino al confine con la contea di Palo Pinto ed è situata a 75 miglia a ovest di Fort Worth. Tra il 1888 e il 1921, fu uno dei maggiori produttori di carbone bituminoso del Texas e la più grande città aziendale dello stato, con una popolazione di oltre 10 000 abitanti. La popolazione della comunità era di 48 abitanti secondo il censimento del 2010.

## Storia

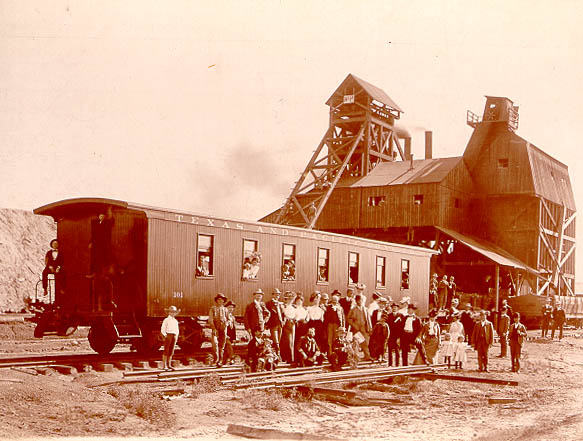
Impianto di estrazione del carbone a Thurber, intorno al 1900

Le operazioni di estrazione del carbone iniziarono a Thurber nel 1886 e raggiunsero il loro picco intorno al 1920, quando la città aveva una popolazione dai circa 8 000 ai 10 000 abitanti, provenienti da vari paesi, i quali principalmente erano italiani, polacchi e messicani. All'apice, Thurber era una delle più grandi città minerarie di carbone bituminoso del Texas. Fondata come città aziendale, le attività minerarie di Thurber furono unificate nel 1903 e Thurber divenne la prima città commerciale completamente chiusa del paese.  La Texas and Pacific Coal Company non era di proprietà della Texas and Pacific Railway, ma si trovava vicino alla linea ferroviaria di questa e forniva il carburante ai treni di quella società. La Texas and Pacific Coal Company creò una filiale, la Texas Pacific Mercantile and Manufacturing Company, per gestire le sue operazioni mercantili, con punti vendita al dettaglio gestiti dall'azienda come negozi di alimentari, prodotti secchi, ferramenta e drogherie, nonché saloon e altri stabilimenti.
La società proprietaria della città, la Texas and Pacific Coal Company, produceva anche mattoni per pavimentazione vetrificati che venivano utilizzati in tutto il Texas e nella metà meridionale degli Stati Uniti. Nel 1920, la conversione delle locomotive dal carbone al petrolio ridusse la domanda e abbassò i prezzi e i minatori lasciarono l'area negli anni 1920. La società Texas and Pacific Coal è stata determinante nella scoperta del petrolio nell'area di Ranger, come parte del boom petrolifero del Texas; la società venne rinominata Texas Pacific Coal and Oil Company e, infine, Texas Pacific Oil Company.
A livello nazionale, molte persone hanno parenti originari di Thurber. Ci sono diversi punti di riferimento a Thurber come il cimitero di Thurber (che ha oltre un migliaio di tombe), la chiesa cattolica di Santa Barbara restaurata, la casa di un minatore di carbone restaurata e arredata, New York Hill e molto altro ancora. Uno storico fumaiolo di Thurber può essere visto chiaramente dall'Interstate 20 vicino a Thurber. Sempre a Thurber si trova il W. K. Gordon Center for Industrial History of Texas, un museo contenente informazioni storiche su Thurber (gestito dalla vicina Tarleton State University), così come lo storico Smokestack Restaurant e il New York Hill Restaurant costruito su quello che un tempo era il sito della chiesa episcopale della città in cima a New York Hill.